# Погонич оливковий
Погонич оливковий (Laterallus melanophaius) — вид журавлеподібних птахів родини пастушкових (Rallidae). Мешкає в Південній Америці.

## Опис
Довжина птаха становить 14-18 см. Верхня частина тіла темно-оливково-бура, надхвістя більш темне. Передня частина голови, шия і груди з боків боки руді, підборіддя, горло і центральна частина грудей білі. Боки смугасті, чорно-білі.

## Підвиди
Виділяють два підвиди:

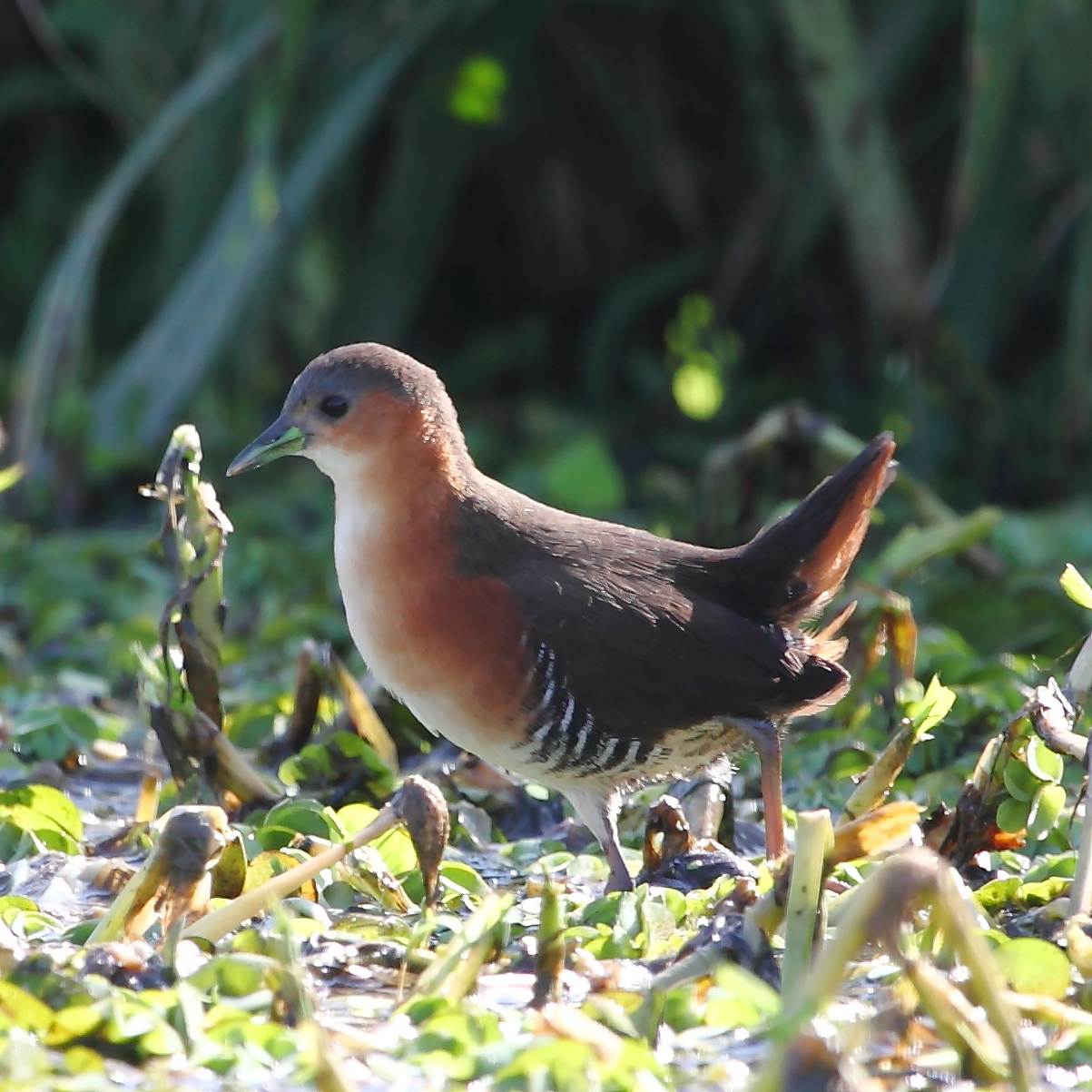
Оливковий погонич

- L. m. oenops (Sclater, PL & Salvin, 1880) — південно-східна Колумбія. схід Еквадору і Перу, захід Бразильської Амазонії;
- L. m. melanophaius (Vieillot, 1819) — від північно-східної Венесуели до Суринаму і на південь до північної Аргентини.

## Поширення і екологія
Оливкові погоничі мешкають в Колумбії, Еквадорі, Перу, Болівії, Бразилії, Венесуелі, Гаяні, Суринамі, Аргентині, Парагваї і Уругваї. Вони живуть у прісноводних водно-болотних угіддях і на вологих луках. Зустрічаються поодинці або парами, на висоті до 1100 м над рівнем моря. Живляться членистоногими, насінням і листям, шукають їжу на землі, на мілководді, серед плаваючих рослин. Сезон розмноження на півдні ареалу триває з жовтня по січень. Гніздо кулеподібне з бічним входом, розміщується в заростях біля води. В кладці від 4 до 5 яєць. Інкубаційний період триває 19-20 днів.